# Banista Przełęcz

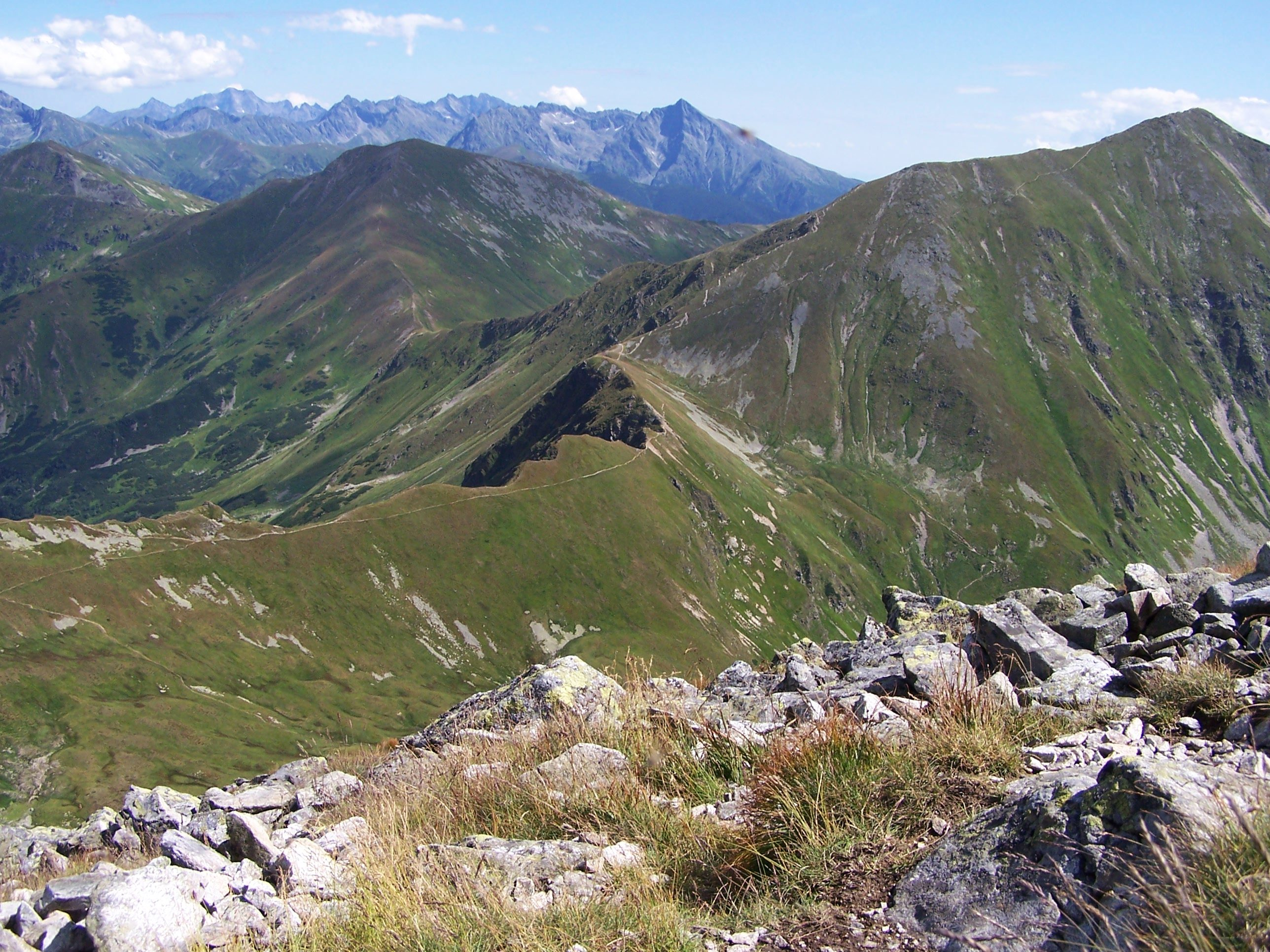
Liliowe Turnie ze ścieżką turystyczną, Banista Przełęcz, Błyszcz i Bystra

Banista Przełęcz (słow. Bystré sedlo) – położona na wysokości 1946 m n.p.m. przełęcz w grani głównej Tatr pomiędzy Błyszczem a Liliowymi Turniami w Tatrach Zachodnich. Niektóre źródła określają tę przełęcz nazwą Bystry Karb lub Banista Przełączka i podają inną jej wysokość – 1953 m.
Przełęcz znajduje się na granicy słowacko-polskiej. Poniżej przełęczy, po południowej, słowackiej stronie znajduje się Dolina Gaborowa, po północnej, polskiej stronie natomiast położona jest Dolina Pyszniańska, będąca górną częścią Doliny Kościeliskiej. Od strony Doliny Gaborowej stoki są łagodne i trawiaste, od polskiej strony są to stromo podcięte skały. Jest to bardzo nieznaczna przełęcz, niewiele niższa od grani Liliowych Turni.
Nazwa przełęczy pochodzi od słowa Baniste, jakim określa się stoki Liliowych Turni od strony Doliny Pyszniańskiej, czasami (błędnie) nazwą Baniste określano również same Liliowe Turnie. Prawdopodobnie dawniej prowadzono tutaj prace górnicze (dawniej kopalnie nazywano baniami). W rejonie przełęczy występuje bardzo rzadka w Polsce roślina – bylica skalna.

## Szlaki turystyczne
Na przełęczy spotykają się dwa szlaki:
  biegnący granią główną Tatr Zachodnich od Liliowego Karbu przez Liliowe Turnie, Banistą Przełęcz i Błyszcz na Pyszniańską Przełęcz.
- Czas przejścia z Liliowego Karbu na Banistą Przełęcz: 25 min, z powrotem 20 min
- Czas przejścia z Banistej Przełęczy na Błyszcz: 30 min, ↓ 15 min

  szlak przebiegający południowymi zboczami szczytów w grani głównej i prowadzący od zielonego szlaku (Pod Klinem – Liliowy Karb) w Dolinie Gaborowej na przełęcz, a z niej stokami Błyszcza na szczyt Bystrej. Biegnie on tylko po słowackiej stronie.
- Czas przejścia od rozdroża ze szlakiem zielonym na przełęcz: 1 h, ↓ 40 min
- Czas przejścia z przełęczy na Bystrą: 40 min, ↓ 25 min

Oba te szlaki otwarte są dla turystów tylko w okresie od 15 VI do 1 XI.